# Campeonato Búlgaro de Patinação Artística no Gelo
O Campeonato Búlgaro de Patinação Artística no Gelo é uma competição nacional anual de patinação artística no gelo da Bulgária. Os patinadores competem em quatro eventos, individual masculino, individual feminino, duplas e dança no gelo. 
A competição determina os campeões nacionais e os representantes da Bulgária em competições internacionais como Campeonato Mundial, Campeonato Mundial Júnior, Campeonato Europeu e os Jogos Olímpicos de Inverno.

## Edições
| Ano (Edição) | Cidade sede          | Sênior               | Sênior               | Sênior               | Sênior               | Ref    |
| Ano (Edição) | Cidade sede          | M                    | F                    | P                    | D                    | Ref    |
| ------------ | -------------------- | -------------------- | -------------------- | -------------------- | -------------------- | ------ |
| 1954         |                      | •                    | •                    | —                    | —                    | [ 1 ]  |
| 1955         |                      | —                    | —                    | —                    | —                    | [ 1 ]  |
| 1956         |                      | —                    | —                    | —                    | —                    | [ 1 ]  |
| 1957         |                      | —                    | —                    | —                    | —                    | [ 1 ]  |
| 1958         |                      | —                    | —                    | —                    | —                    | [ 1 ]  |
| 1959         |                      | —                    | —                    | —                    | —                    | [ 1 ]  |
| 1960         |                      | •                    | •                    | —                    | —                    | [ 1 ]  |
| 1961         |                      | •                    | •                    | —                    | —                    | [ 1 ]  |
| 1962         |                      | •                    | •                    | —                    | —                    | [ 1 ]  |
| 1963         |                      | •                    | •                    | —                    | —                    | [ 1 ]  |
| 1964         |                      | •                    | •                    | —                    | —                    | [ 1 ]  |
| 1965         |                      | •                    | •                    | —                    | —                    | [ 1 ]  |
| 1966         |                      | •                    | •                    | —                    | —                    | [ 1 ]  |
| 1967         |                      | •                    | •                    | —                    | —                    | [ 1 ]  |
| 1968         |                      | •                    | •                    | —                    | •                    | [ 1 ]  |
| 1969         |                      | •                    | •                    | —                    | •                    | [ 1 ]  |
| 1970         |                      | •                    | •                    | —                    | —                    | [ 1 ]  |
| 1971         |                      | •                    | •                    | —                    | —                    | [ 1 ]  |
| 1972         |                      | •                    | •                    | —                    | —                    | [ 1 ]  |
| 1973         |                      | •                    | •                    | —                    | —                    | [ 1 ]  |
| 1974         |                      | •                    | •                    | —                    | —                    | [ 1 ]  |
| 1975         |                      | —                    | •                    | —                    | —                    | [ 1 ]  |
| 1976         |                      | —                    | •                    | —                    | —                    | [ 1 ]  |
| 1977         |                      | —                    | •                    | —                    | —                    | [ 1 ]  |
| 1978         |                      | —                    | •                    | —                    | —                    | [ 1 ]  |
| 1979         |                      | •                    | •                    | —                    | —                    | [ 1 ]  |
| 1980         |                      | •                    | •                    | —                    | •                    | [ 1 ]  |
| 1981         |                      | •                    | •                    | —                    | —                    | [ 1 ]  |
| 1982         |                      | •                    | •                    | —                    | —                    | [ 1 ]  |
| 1983         |                      | —                    | •                    | —                    | •                    | [ 1 ]  |
| 1984         |                      | •                    | •                    | —                    | —                    | [ 1 ]  |
| 1985         |                      | •                    | •                    | —                    | •                    | [ 1 ]  |
| 1986         |                      | •                    | •                    | —                    | •                    | [ 1 ]  |
| 1987         |                      | •                    | •                    | —                    | •                    | [ 1 ]  |
| 1988         |                      | •                    | •                    | —                    | •                    | [ 1 ]  |
| 1989         |                      | •                    | •                    | —                    | •                    | [ 1 ]  |
| 1990         |                      | •                    | •                    | —                    | •                    | [ 1 ]  |
| 1991         |                      | •                    | •                    | —                    | •                    | [ 1 ]  |
| 1992         |                      | •                    | •                    | —                    | •                    | [ 1 ]  |
| 1993         | Sófia                | •                    | •                    | —                    | •                    | [ 1 ]  |
| 1994         | Sófia                | •                    | •                    | —                    | —                    | [ 1 ]  |
| 1995         | Sófia                | •                    | •                    | —                    | •                    | [ 1 ]  |
| 1996         | Sófia                | •                    | •                    | —                    | •                    | [ 1 ]  |
| 1997         | Sófia                | •                    | •                    | •                    | •                    | [ 1 ]  |
| 1998         |                      | •                    | •                    | —                    | •                    | [ 1 ]  |
| 1999         |                      | •                    | •                    | —                    | •                    | [ 1 ]  |
| 2000         |                      | •                    | •                    | —                    | •                    | [ 1 ]  |
| 2001         |                      | •                    | •                    | —                    | •                    | [ 2 ]  |
| 2002         | Sófia                | •                    | •                    | –                    | •                    | [ 3 ]  |
| 2003         |                      | •                    | •                    | •                    | •                    | [ 4 ]  |
| 2004         |                      | •                    | •                    | •                    | •                    | [ 5 ]  |
| 2005         |                      | •                    | •                    | •                    | •                    | [ 6 ]  |
| 2006         |                      | •                    | •                    | •                    | •                    | [ 7 ]  |
| 2007         |                      | •                    | •                    | •                    | •                    | [ 8 ]  |
| 2008         | Sófia                | •                    | •                    | –                    | –                    | [ 9 ]  |
| 2009         |                      | •                    | •                    | •                    | •                    | [ 10 ] |
| 2010         | Sófia                | •                    | •                    | •                    | –                    | [ 11 ] |
| 2011         | Não houve competição | Não houve competição | Não houve competição | Não houve competição | Não houve competição | [ 12 ] |
| 2012         | Sófia                | •                    | •                    | •                    | •                    | [ 13 ] |
| 2013         | Sófia                | •                    | •                    | •                    | •                    | [ 14 ] |
| 2014         | Sófia                | •                    | •                    | •                    | –                    | [ 15 ] |
| 2015         | Sófia                | •                    | •                    | •                    | –                    | [ 16 ] |
| 2016         | Sófia                | •                    | •                    | –                    | –                    | [ 17 ] |

## Lista de medalhistas

### Individual masculino
| Evento                | Ouro                 | Prata                   | Bronze                  |
| 1954                  | Ivan Hristov         | ?                       | ?                       |
| 1955–1959             | ?                    | ?                       | ?                       |
| 1960                  | Ivan Hristov         | ?                       | ?                       |
| 1961                  | Todor Barzov         | ?                       | ?                       |
| 1962                  | Borislav Vandov      | ?                       | ?                       |
| 1963                  | Dimitar Stefanov     | ?                       | ?                       |
| 1964                  | Borislav Vandov      | ?                       | ?                       |
| 1965                  | Alexander Penchev    | ?                       | ?                       |
| 1966                  | Alexander Penchev    | ?                       | ?                       |
| 1967                  | Emil Dimitrov        | ?                       | ?                       |
| 1968                  | Alexander Penchev    | ?                       | ?                       |
| 1969                  | Nikolai Ianev        | ?                       | ?                       |
| 1970                  | Volodya Kanev        | ?                       | ?                       |
| 1971                  | Nikolai Ianev        | ?                       | ?                       |
| 1972                  | Volodya Kanev        | ?                       | ?                       |
| 1973                  | Volodya Kanev        | ?                       | ?                       |
| 1974                  | Volodya Kanev        | ?                       | ?                       |
| 1975–1978             | ?                    | ?                       | ?                       |
| 1979                  | Boyko Aleksiev       | ?                       | ?                       |
| 1980                  | Boyko Aleksiev       | ?                       | ?                       |
| 1981                  | Boyko Aleksiev       | ?                       | ?                       |
| 1982                  | Atanas Stoyanov      | ?                       | ?                       |
| 1983                  | ?                    | ?                       | ?                       |
| 1984                  | Boyko Aleksiev       | ?                       | ?                       |
| 1985                  | Boyko Aleksiev       | ?                       | ?                       |
| 1986                  | Boyko Aleksiev       | ?                       | ?                       |
| 1987                  | Boyko Aleksiev       | ?                       | ?                       |
| 1988                  | Alexander Mladenov   | ?                       | ?                       |
| 1989                  | Alexander Mladenov   | ?                       | ?                       |
| 1990                  | Alexander Mladenov   | ?                       | ?                       |
| 1991                  | Hristo Turlakov      | ?                       | ?                       |
| 1992                  | Hristo Turlakov      | ?                       | ?                       |
| Sófia 1993            | Ivan Dinev           | ?                       | ?                       |
| Sófia 1994            | Ivan Dinev           | Hristo Turlakov         | ?                       |
| Sófia 1995            | Ivan Dinev           | Hristo Turlakov         | ?                       |
| Sófia 1996            | Ivan Dinev           | Hristo Turlakov         | ?                       |
| Sófia 1997            | Ivan Dinev           | Hristo Turlakov         | ?                       |
| 1998                  | Ivan Dinev           | Hristo Turlakov         | Naiden Borichev         |
| 1999                  | Ivan Dinev           | Hristo Turlakov         | Naiden Borichev         |
| 2000                  | Ivan Dinev           | Hristo Turlakov         | Naiden Borichev         |
| 2001                  | Ivan Dinev           | Hristo Turlakov         | Naiden Borichev         |
| Sófia 2002            | Ivan Dinev           | Hristo Turlakov         | Naiden Borichev         |
| 2003 (detalhes)       | Ivan Dinev           | Hristo Turlakov         | Naiden Borichev         |
| 2004 (detalhes)       | Ivan Dinev           | Naiden Borichev         | Hristo Turlakov         |
| 2005 (detalhes)       | Ivan Dinev           | Naiden Borichev         | Georgi Kenchadze        |
| 2006 (detalhes)       | Ivan Dinev           | Georgi Kenchadze        | Ivan Dimitrov           |
| 2007 (detalhes)       | Naiden Borichev      | Georgi Kenchadze        | nenhum outro competidor |
| Sófia 2008 (detalhes) | Naiden Borichev      | nenhum outro competidor | nenhum outro competidor |
| 2009 (detalhes)       | Georgi Kenchadze     | nenhum outro competidor | nenhum outro competidor |
| Sófia 2010 (detalhes) | Georgi Kenchadze     | nenhum outro competidor | nenhum outro competidor |
| 2011                  | Não houve competição | Não houve competição    | Não houve competição    |
| 2012 (detalhes)       | Manol Atanassov      | nenhum outro competidor | nenhum outro competidor |
| 2013 (detalhes)       | Manol Atanassov      | nenhum outro competidor | nenhum outro competidor |
| Sófia 2014 (detalhes) | Yasen Petkov         | Pavel Savinov           | nenhum outro competidor |
| Sófia 2015 (detalhes) | Ivo Gatovski         | nenhum outro competidor | nenhum outro competidor |
| Sófia 2016 (detalhes) | Yasen Petkov         | nenhum outro competidor | nenhum outro competidor |

### Individual feminino
| Evento                | Ouro                  | Prata                     | Bronze                    |
| 1954                  | Maria Stolarova       | ?                         | ?                         |
| 1955–1959             | ?                     | ?                         | ?                         |
| 1960                  | Lyubka Tomova         | ?                         | ?                         |
| 1961                  | Lyubka Tomova         | ?                         | ?                         |
| 1962                  | Evgenia Nikolova      | ?                         | ?                         |
| 1963                  | Evgenia Nikolova      | ?                         | ?                         |
| 1964                  | Evgenia Nikolova      | ?                         | ?                         |
| 1965                  | Evgenia Nikolova      | ?                         | ?                         |
| 1966                  | Evgenia Nikolova      | ?                         | ?                         |
| 1967                  | Evgenia Nikolova      | ?                         | ?                         |
| 1968                  | Emilia Kamenova       | ?                         | ?                         |
| 1969                  | Emilia Kamenova       | ?                         | ?                         |
| 1970                  | Emilia Kamenova       | ?                         | ?                         |
| 1971                  | Emilia Kamenova       | ?                         | ?                         |
| 1972                  | Eva Drumeva           | ?                         | ?                         |
| 1973                  | Eva Drumeva           | ?                         | ?                         |
| 1974                  | Ludmila Plaharova     | ?                         | ?                         |
| 1975                  | Ludmila Plaharova     | ?                         | ?                         |
| 1976                  | Ludmila Plaharova     | ?                         | ?                         |
| 1977                  | Tsvetanka Alexandrova | ?                         | ?                         |
| 1978                  | Margarita Dimitrova   | ?                         | ?                         |
| 1979                  | Margarita Dimitrova   | ?                         | ?                         |
| 1980                  | Margarita Dimitrova   | ?                         | ?                         |
| 1981                  | Tsvetanka Alexandrova | ?                         | ?                         |
| 1982                  | Tsvetanka Alexandrova | ?                         | ?                         |
| 1983                  | Tsvetanka Alexandrova | ?                         | ?                         |
| 1984                  | Svetla Staneva        | ?                         | ?                         |
| 1985                  | Petya Gavazova        | ?                         | ?                         |
| 1986                  | Biliana Vladimirova   | ?                         | ?                         |
| 1987                  | Svetla Staneva        | ?                         | ?                         |
| 1988                  | Asia Aleksieva        | ?                         | ?                         |
| 1989                  | Tsvetelina Yankova    | ?                         | ?                         |
| 1990                  | Milena Marinovich     | ?                         | ?                         |
| 1991                  | Viktoria Dimitrova    | ?                         | ?                         |
| 1992                  | Viktoria Dimitrova    | ?                         | ?                         |
| Sófia 1993            | Viktoria Dimitrova    | ?                         | ?                         |
| Sófia 1994            | Tsvetelina Yankova    | ?                         | ?                         |
| Sófia 1995            | Sófia Penkova         | ?                         | ?                         |
| Sófia 1996            | Sófia Penkova         | ?                         | ?                         |
| Sófia 1997            | Sófia Penkova         | ?                         | ?                         |
| 1998                  | Sófia Penkova         | ?                         | ?                         |
| 1999                  | Anna Dimova           | Sonia Radeva              | ?                         |
| 2000                  | Hristina Vassileva    | ?                         | ?                         |
| 2001                  | Hristina Vassileva    | Sonia Radeva              | Nina Ivanova              |
| Sófia 2002            | Hristina Vassileva    | ?                         | Sonia Radeva              |
| 2003 (detalhes)       | Hristina Vassileva    | Sonia Radeva              | Nina Ivanova              |
| 2004 (detalhes)       | Sonia Radeva          | Hristina Vassileva        | Lilia Dimitrova           |
| 2005 (detalhes)       | Sonia Radeva          | Hristina Vassileva        | Nina Ivanova              |
| 2006 (detalhes)       | Sonia Radeva          | Hristina Vassileva        | Manuela Stanukova         |
| 2007 (detalhes)       | Sonia Radeva          | Hristina Vassileva        | nenhuma outra competidora |
| Sófia 2008 (detalhes) | Sonia Radeva          | Hristina Vassileva        | nenhuma outra competidora |
| 2009 (detalhes)       | Sonia Radeva          | Hristina Vassileva        | Manuela Stanukova         |
| Sófia 2010 (detalhes) | Sonia Radeva          | Daniela Paskaleva         | Hristina Vassileva        |
| 2011                  | Não houve competição  | Não houve competição      | Não houve competição      |
| 2012 (detalhes)       | Daniela Stoeva        | nenhuma outra competidora | nenhuma outra competidora |
| 2013 (detalhes)       | Anna Afonkina         | Daniela Stoeva            | nenhuma outra competidora |
| Sófia 2014 (detalhes) | Anna Afonkina         | Daniela Stoeva            | nenhuma outra competidora |
| Sófia 2015 (detalhes) | Daniela Stoeva        | nenhuma outra competidora | nenhuma outra competidora |
| Sófia 2016 (detalhes) | Daniela Stoeva        | Hristina Vasileva         | Elizaveta Makarova        |

### Duplas
| Evento                | Ouro                              | Prata                              | Bronze                      |
| 1954–1996             | ?                                 | ?                                  | ?                           |
| Sófia 1997 (detalhes) | N. Vlahova A. Korchuchanov        | ?                                  | ?                           |
| 1998–2001             | ?                                 | ?                                  | ?                           |
| Sófia 2002            | Não houve disputa de duplas       | Não houve disputa de duplas        | Não houve disputa de duplas |
| 2003 (detalhes)       | Rumiana Spassova Stanimir Todorov | nenhum outro competidor            | nenhum outro competidor     |
| 2004 (detalhes)       | Rumiana Spassova Stanimir Todorov | nenhum outro competidor            | nenhum outro competidor     |
| 2005 (detalhes)       | Rumiana Spassova Stanimir Todorov | nenhum outro competidor            | nenhum outro competidor     |
| 2006 (detalhes)       | Rumiana Spassova Stanimir Todorov | nenhum outro competidor            | nenhum outro competidor     |
| 2007 (detalhes)       | Nina Ivanova Leri Kenchadze       | nenhum outro competidor            | nenhum outro competidor     |
| Sófia 2008            | Não houve disputa de duplas       | Não houve disputa de duplas        | Não houve disputa de duplas |
| 2009 (detalhes)       | Nina Ivanova Filip Zalevski       | nenhum outro competidor            | nenhum outro competidor     |
| Sófia 2010 (detalhes) | Nina Ivanova Filip Zalevski       | Alexandra Goncharuk Leri Kenchadze | nenhum outro competidor     |
| 2011                  | Não houve competição              | Não houve competição               | Não houve competição        |
| 2012 (detalhes)       | Elizaveta Makarova Leri Kenchadze | nenhum outro competidor            | nenhum outro competidor     |
| 2013 (detalhes)       | Elizaveta Makarova Leri Kenchadze | nenhum outro competidor            | nenhum outro competidor     |
| Sófia 2014 (detalhes) | Elizaveta Makarova Leri Kenchadze | nenhum outro competidor            | nenhum outro competidor     |
| Sófia 2015 (detalhes) | Elizaveta Makarova Leri Kenchadze | nenhum outro competidor            | nenhum outro competidor     |
| 2016                  | Não houve disputa de duplas       | Não houve disputa de duplas        | Não houve disputa de duplas |

### Dança no gelo
| Evento          | Ouro                                 | Prata                              | Bronze                             |
| 1954–1967       | ?                                    | ?                                  | ?                                  |
| 1968            | E. Nikolova G. Velchev               | ?                                  | ?                                  |
| 1969            | E. Nikolova G. Velchev               | ?                                  | ?                                  |
| 1970–1979       | ?                                    | ?                                  | ?                                  |
| 1980            | Hristina Boyanova Yavor Ivanov       | ?                                  | ?                                  |
| 1981–1982       | ?                                    | ?                                  | ?                                  |
| 1983            | Hristina Boyanova Yavor Ivanov       | ?                                  | ?                                  |
| 1984            | ?                                    | ?                                  | ?                                  |
| 1985            | Hristina Boyanova Yavor Ivanov       | ?                                  | ?                                  |
| 1986            | Hristina Boyanova Yavor Ivanov       | ?                                  | ?                                  |
| 1987            | Hristina Boyanova Yavor Ivanov       | ?                                  | ?                                  |
| 1988            | A. Raykova P. Dimitrov               | ?                                  | ?                                  |
| 1989            | Petya Gavazova Nikolay Tonev         | ?                                  | ?                                  |
| 1990            | Petya Gavazova Nikolay Tonev         | ?                                  | ?                                  |
| 1991            | Maria Hadjiiska Hristo Nikolov       | ?                                  | ?                                  |
| 1992            | Albena Denkova Hristo Nikolov        | ?                                  | ?                                  |
| Sófia 1993      | Albena Denkova Hristo Nikolov        | ?                                  | ?                                  |
| Sófia 1994      | ?                                    | ?                                  | ?                                  |
| Sófia 1995      | D. Aleksandrova R. Yordanov          | ?                                  | ?                                  |
| Sófia 1996      | D. Ivanova R. Yordanov               | ?                                  | ?                                  |
| Sófia 1997      | Albena Denkova Maxim Staviski        | ?                                  | ?                                  |
| 1998            | Albena Denkova Maxim Staviski        | ?                                  | ?                                  |
| 1999            | Albena Denkova Maxim Staviski        | ?                                  | ?                                  |
| 2000            | Albena Denkova Maxim Staviski        | ?                                  | ?                                  |
| 2001            | Albena Denkova Maxim Staviski        | ?                                  | ?                                  |
| Sófia 2002      | Albena Denkova Maxim Staviski        | Ina Demireva Tsvetan Georgiev      | nenhum outro competidor            |
| 2003 (detalhes) | Albena Denkova Maxim Staviski        | Ina Demireva Tsvetan Georgiev      | nenhum outro competidor            |
| 2004 (detalhes) | Albena Denkova Maxim Staviski        | nenhum outro competidor            | nenhum outro competidor            |
| 2005 (detalhes) | Albena Denkova Maxim Staviski        | nenhum outro competidor            | nenhum outro competidor            |
| 2006 (detalhes) | Albena Denkova Maxim Staviski        | Ina Demireva Juri Kurakin          | Lora Semova Dimitar Lichev         |
| 2007 (detalhes) | Albena Denkova Maxim Staviski        | nenhum outro competidor            | nenhum outro competidor            |
| Sófia 2008      | Não houve disputa de dança no gelo   | Não houve disputa de dança no gelo | Não houve disputa de dança no gelo |
| 2009 (detalhes) | Ina Demireva Juri Kurakin            | nenhum outro competidor            | nenhum outro competidor            |
| 2010            | Não houve disputa de dança no gelo   | Não houve disputa de dança no gelo | Não houve disputa de dança no gelo |
| 2011            | Não houve competição                 | Não houve competição               | Não houve competição               |
| 2012 (detalhes) | Alexandra Chistyakova Dimitar Lichev | nenhum outro competidor            | nenhum outro competidor            |
| 2013 (detalhes) | Sarah May Coward George Kenchadze    | nenhum outro competidor            | nenhum outro competidor            |
| 2014–2016       | Não houve disputa de dança no gelo   | Não houve disputa de dança no gelo | Não houve disputa de dança no gelo |